# Gian Rodolfo D'Accardi
Gian Rodolfo D'Accardi (Palermo, 9 giugno 1906 – Varese, 1993) è stato un pittore italiano.

## Biografia
Gian Rodolfo D'Accardi nasce a Palermo nel 1906. Dopo aver terminato gli studi classici, nel 1925 si trasferisce a Milano con la famiglia. Inizia la sua attività pittorica negli anni trenta e si fa subito notare sulla scena artistica milanese: alcuni suoi lavori vengono acquistati dalla Civica galleria d'arte moderna.
Con il passare degli anni si afferma sempre maggiormente, espone le sue opere nella III°, IV , V°, VI°, VII° edizione della Quadriennale di Roma ed alla Biennale di Venezia del 1948.
A questo si aggiungono le numerose mostre internazionali: Washington, New York, Parigi, Lugano.
Dopo aver vissuto per molti anni negli Stati Uniti, rientra in Italia nei primi anni ottanta. Continua a dipingere fino alla sua morte, avvenuta a Varese nel 1993.
Una sua opera è esposta a Palazzo Sormani a Milano, nella sala dei prestiti. L'opera Fuga in Egitto appartiene alle collezioni d'arte della Fondazione Cariplo